# Gestalgar
Gestalgar è un comune spagnolo di 624 abitanti situato nella comunità autonoma Valenciana.